# Hoje É Dia de Maria: Segunda Jornada
Hoje é Dia de Maria - 2ª Jornada é uma minissérie brasileira produzida e exibida pela TV Globo de 11 a 15 de outubro de 2005, em 5 capítulos, como continuação da minissérie Hoje É Dia de Maria.
Com criação, direção e roteiro assinados por Luiz Fernando Carvalho, e colaboração de Luiz Alberto de Abreu e Carlos Alberto Soffredini, a partir de uma seleção de contos retirados da oralidade popular brasileira, recolhidos pelos escritores Câmara Cascudo, Mário de Andrade e Sílvio Romero.

## Sinopse
No último capítulo de Hoje é dia de Maria, a bela mulher volta a ser uma doce menina e chega até as franjas do mar. Tal fato dá início à segunda jornada: Maria é levada pelas águas do mar até uma praia desconhecida. Lá, ela conhece uma lavadeira que na verdade é a Nossa Senhora Aparecida, quem a incentiva a continuar. Maria segue com um Pato e uma Cabeça e encontra o Gigante das Guerras adormecido. Maria acaba sendo devorada por ele e cai num lixão, onde reencontra sua amiga Carvoeira que lhe dá de presente um binóculo antigo. Com o binóculo, Maria chega numa cidade grande. Lá, ela é acolhida pelo demônio Asmodeu Cartola, o próprio coisa-ruim disfarçado, que é cúmplice de outra criatura maligna, o Asmodeu Piteira. Os dois vilões colocam Maria para trabalhar, mas ela foge do Teatro dos dois, que passam a persegui-la. Maria ganha um novo e fiel amigo, o cavaleiro Dom Chico Chicote, muito atrapalhado que é apaixonado pela bela cigana espanhola Alonsa. Maria, Dom Chico Chicote e Alonsa viverão muitas aventuras.

### Episódios
- Episódio 1: Terra dos Sonhos
- Episódio 2: A Cidade
- Episódio 3: O Julgamento
- Episódio 4: A Guerra
- Episódio 5: O Retorno

## Elenco
| Ator/Atriz            | Personagem                                     |
| --------------------- | ---------------------------------------------- |
| Carolina Oliveira     | Maria                                          |
| Letícia Sabatella     | Alonsa/Rosicler/Asmodéia                       |
| Rodrigo Santoro       | Dom Chico Chicote                              |
| Osmar Prado           | Pai/Dr. Copélius                               |
| Daniel de Oliveira    | Cavaleiro do Fogo/Cavaleiro da Noite/São Jorge |
| Rosa Marya Colin      | Nossa Senhora Aparecida                        |
| Maria Clara Fernandez | Escuridão                                      |
| Ricardo Blat          | Asmodeu Piteira/Gato                           |
| Marco Ricca           | 1º Cangaceiro                                  |
| Charles Fricks        | 1º Executivo/Policial                          |
| Leandro Castilho      | 2º Executivo                                   |
| Rodolfo Vaz           | Pato/Bêbado                                    |
| Inês Peixoto          | Dona Boneca                                    |
| Tadeu Mello           | Bêbado                                         |
| Janaína Prado         | Boneca Plebe                                   |
| Fernanda Vianna       | Boneca Plebe                                   |
| Antônio Edson         | Asmodeu Brincante                              |
| Denise Assunção       | Parca                                          |
| João Sabiá            | Asmodeu Marinheiro                             |
| Laura Lobo            | Menina Carvoeira                               |
| Phillipe Louis        | Ciganinho                                      |
| Laura Cardoso         | Senhora dos Dois Mundos                        |

### Artistas especialmente convidados
| Ator/Atriz                | Personagem                                         |
| ------------------------- | -------------------------------------------------- |
| Juliana Carneiro da Cunha | Mãe/ Nossa Senhora da Conceição                    |
| Stênio Garcia             | Asmodeu/Asmodeu Cartola/Asmodeu Juiz/Zé do Riachim |
| Gero Camilo               | Zé Cangaia                                         |
| Fernanda Montenegro       | Dona Cabeça                                        |
| Carequinha                | Tocador de Realejo                                 |

### Galeria

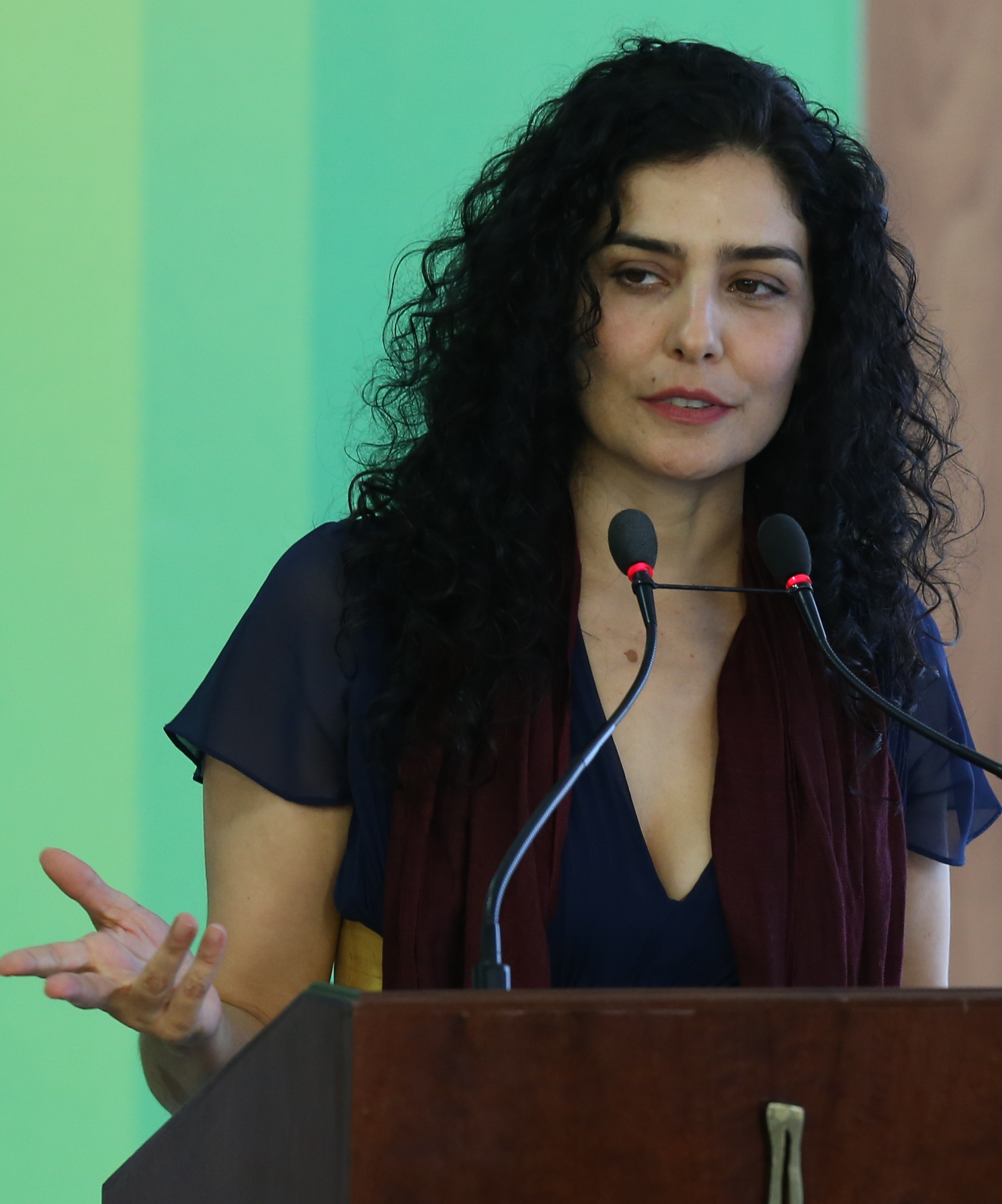
Letícia Sabatella Alonsa/Rosicler/Asmodéia
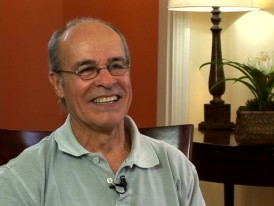
Osmar Prado Pai/Dr. Copélius
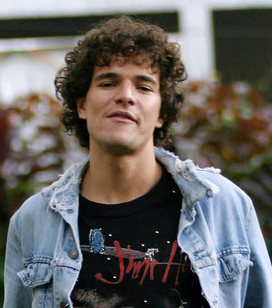
Daniel de Oliveira Cavaleiro do Fogo/Cavaleiro da Noite/São Jorge
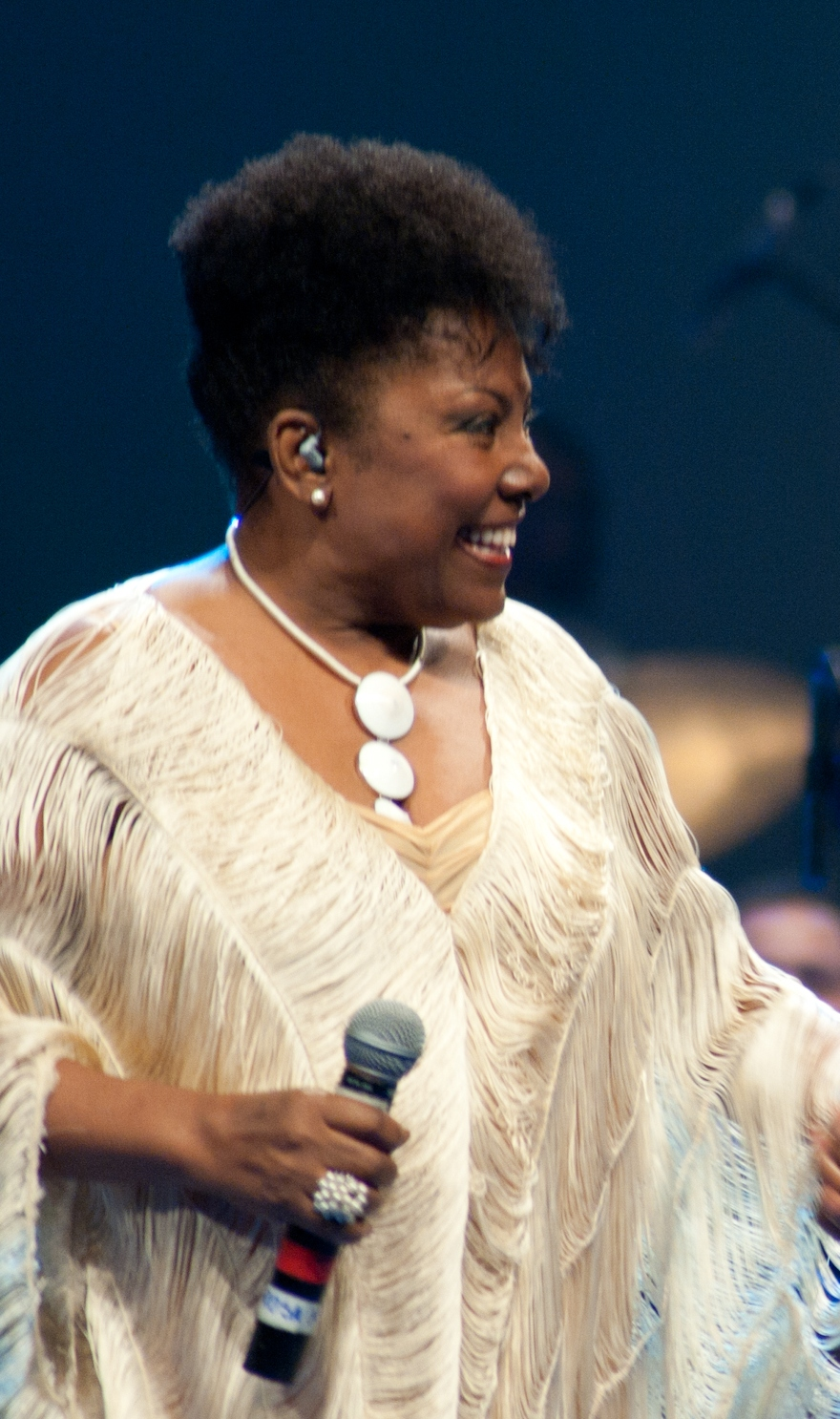
Rosa Marya Colin Nossa Senhora Aparecida
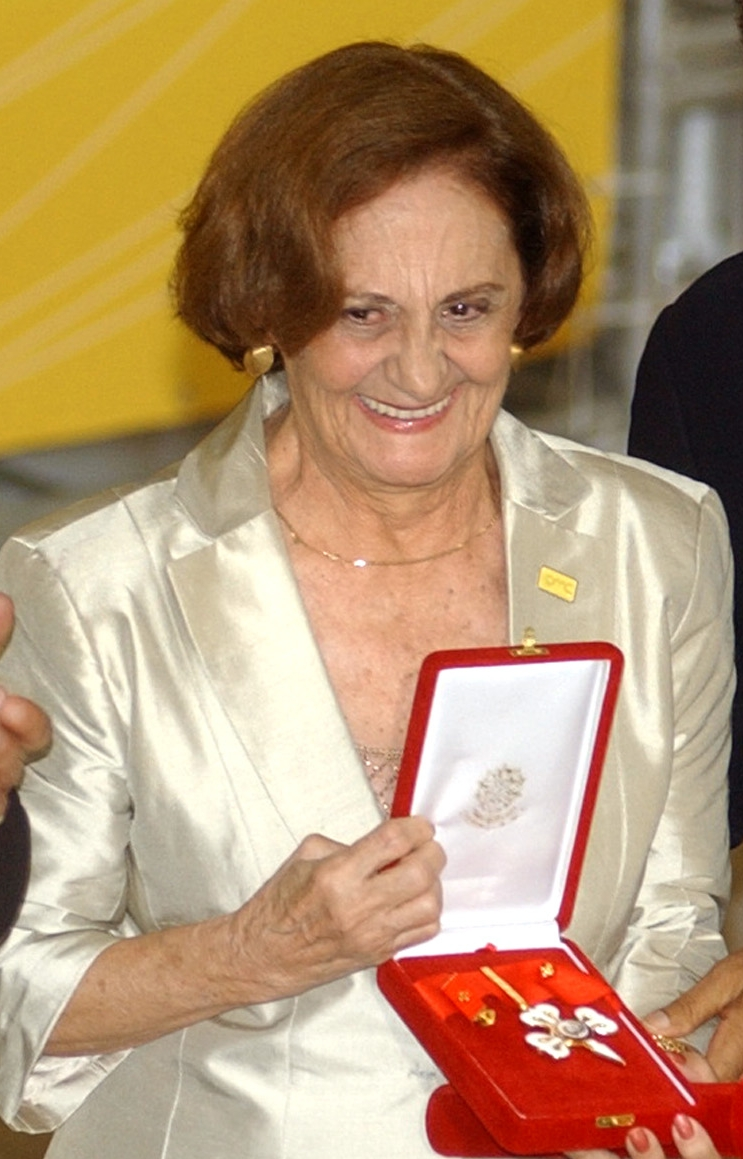
Laura Cardoso Senhora dos Dois Mundos
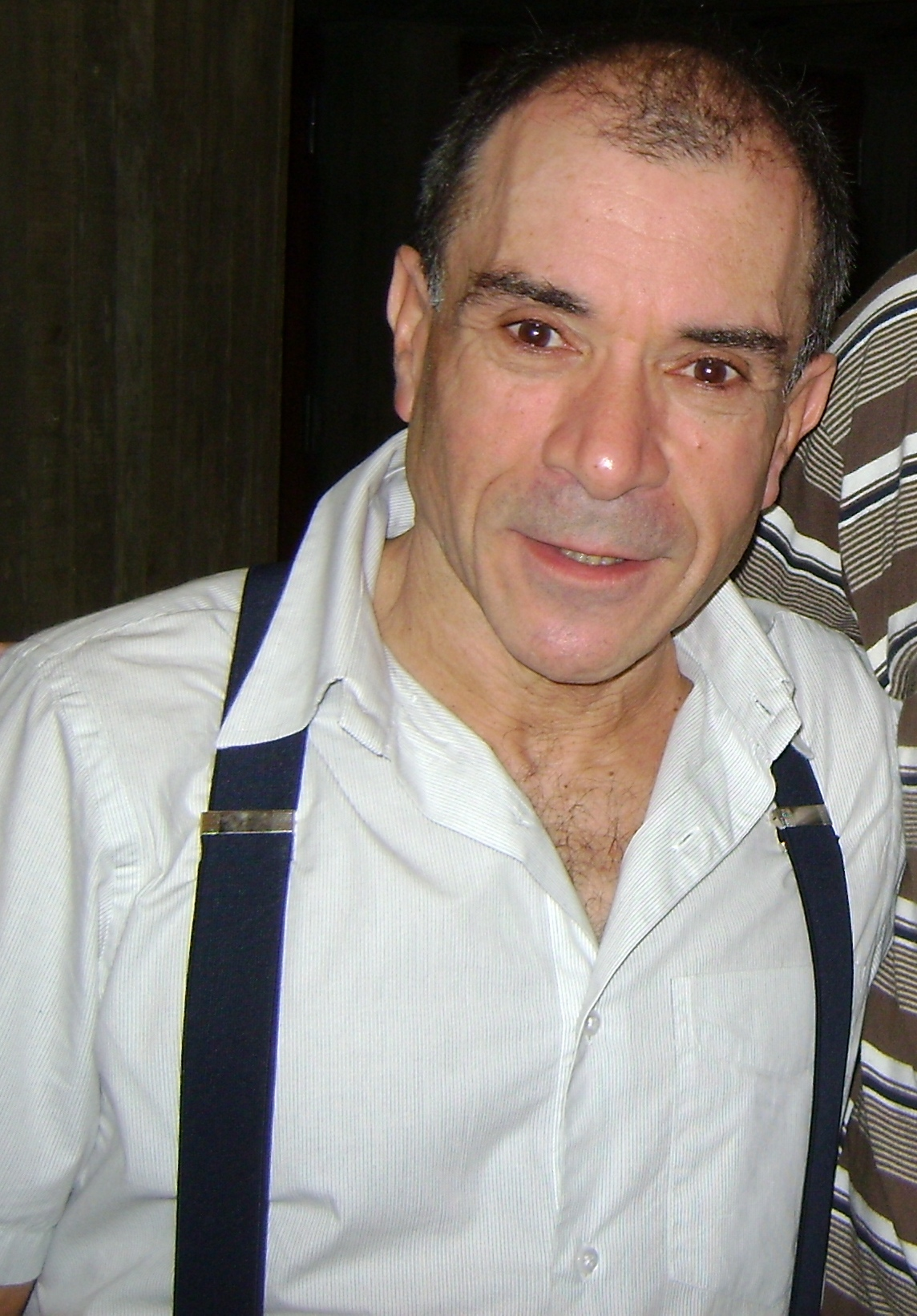
Ricardo Blat Asmodeu Piteira/Gato
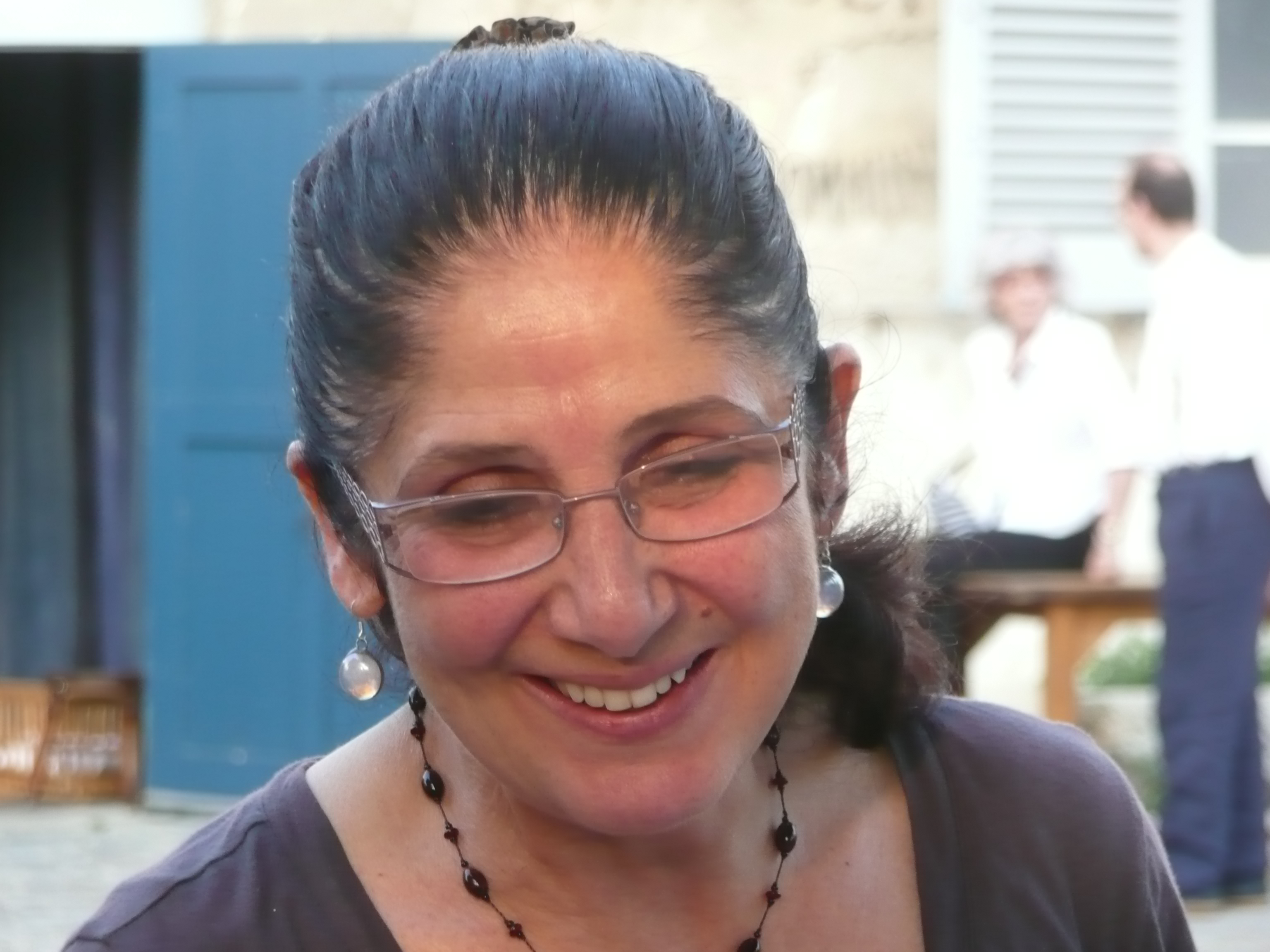
Juliana Carneiro da Cunha Mãe/Nossa Senhora da Conceição
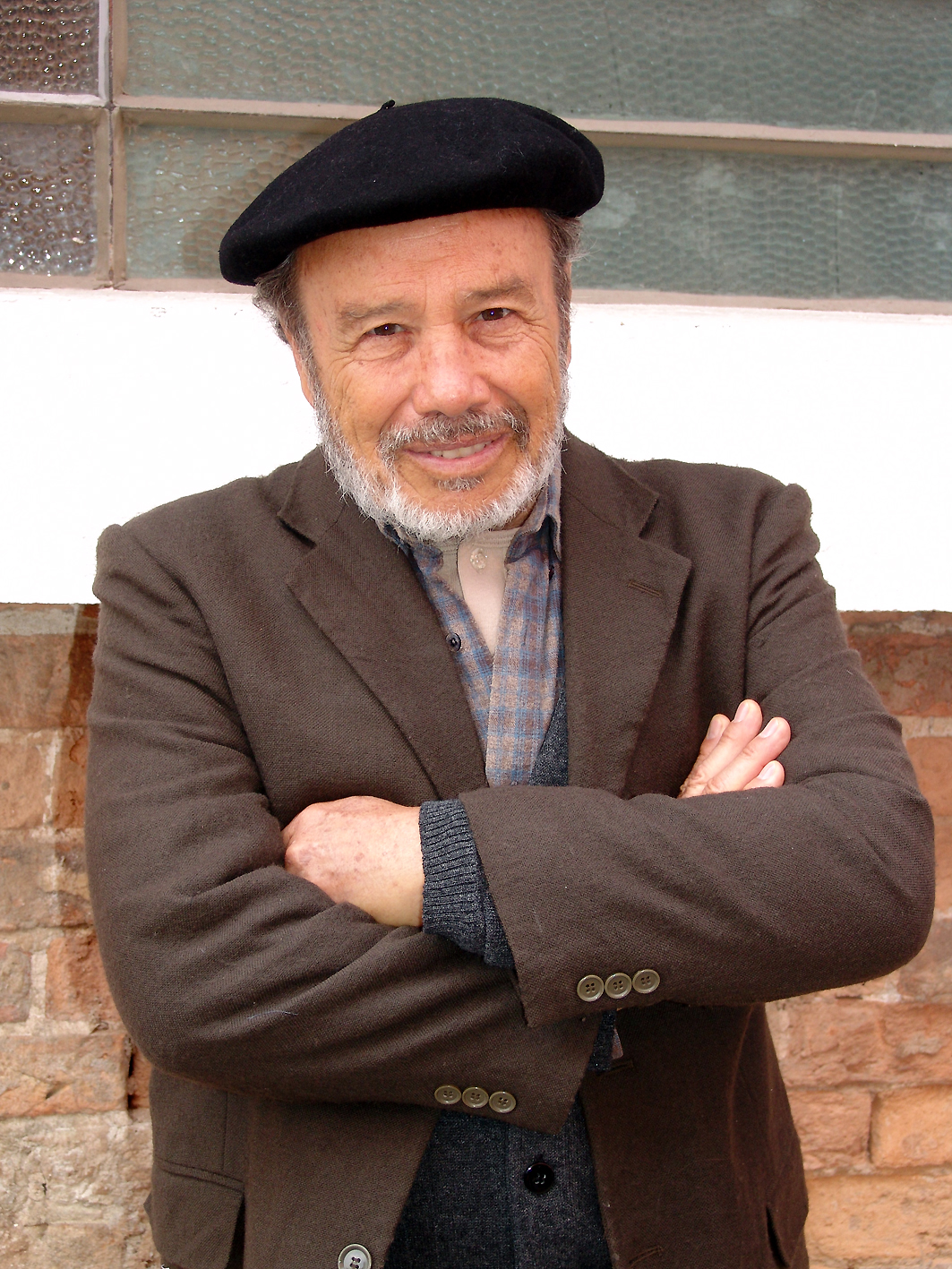
Stênio Garcia Asmodeu/Asmodeu Cartola/Asmodeu Juiz/Zé do Riachim
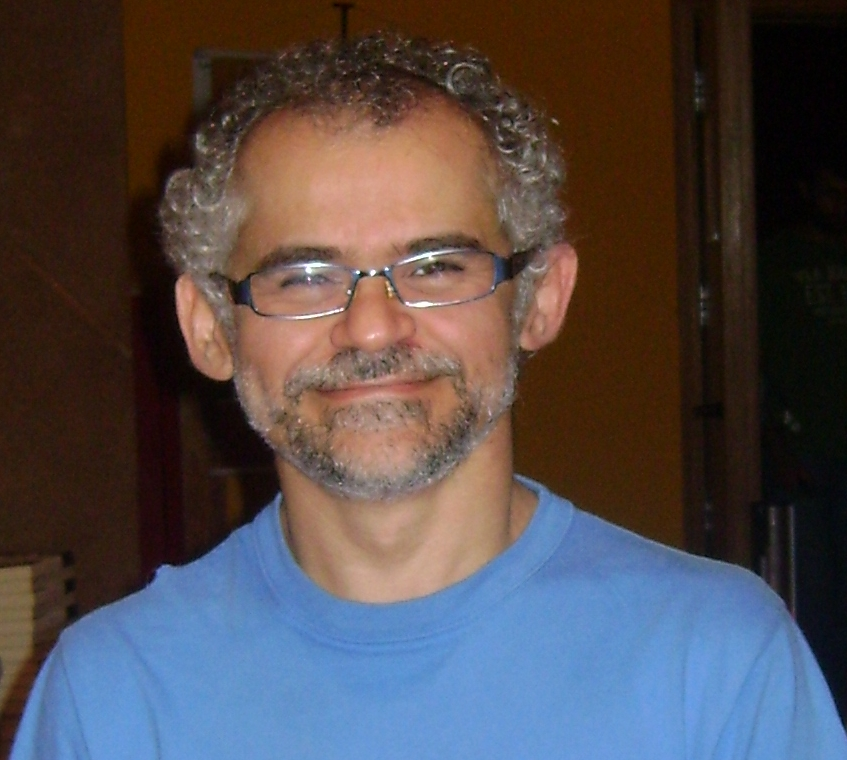
Gero Camilo Zé Cangaia
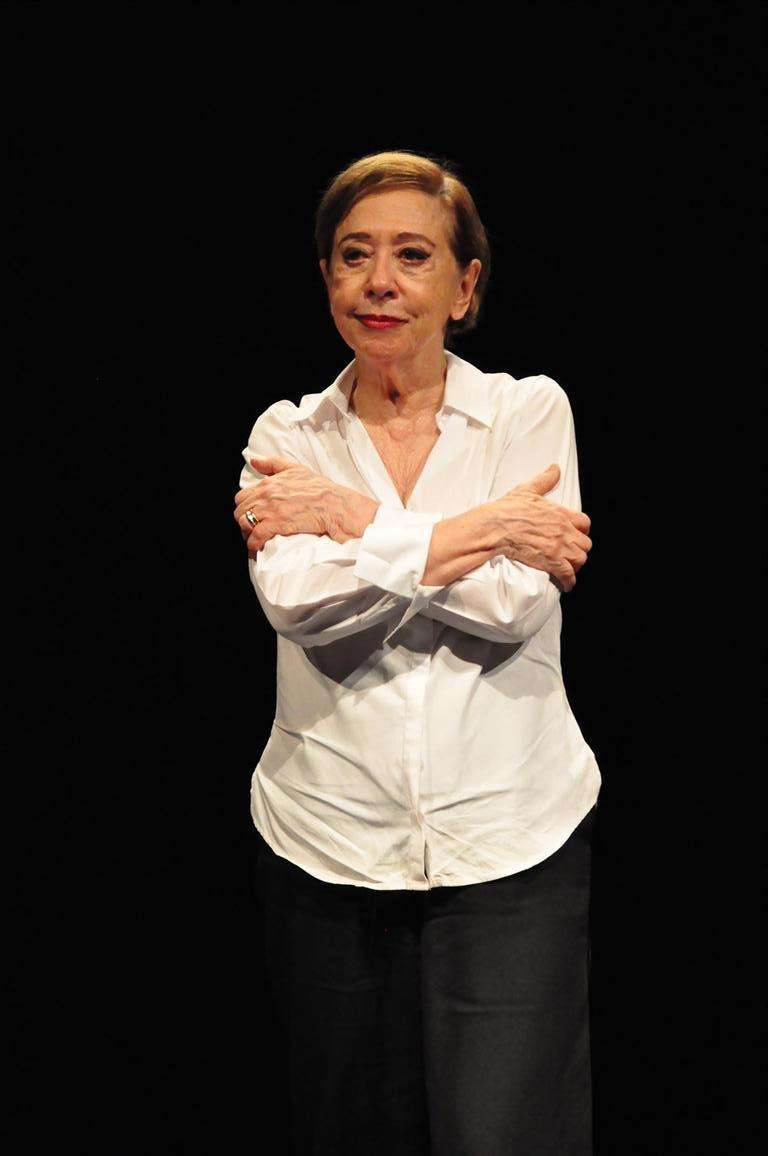
Fernanda Montenegro Dona Cabeça

## Produção
Quase nenhum personagem da primeira jornada se repete. Apesar de ser creditada em primeiro lugar, desta vez, Letícia Sabatella não é a protagonista da história, mas é mais experiente que a pequena protagonista. Na primeira jornada Maria (Sabatella) e Amado (Santoro) eram apaixonados um pelo outro. Na segunda jornada, Alonsa (Sabatella) e Chico Chicote (Santoro) são apaixonados um pelo outro. Osmar Prado e Carolina Oliveira eram pai e filha na primeira jornada, e na segunda, o Dr. Copélius (Osmar Prado) tem uma relação paternal com Maria, tentando protegê-la da guerra. Novos Asmodeus aparecem na história. Aparece até uma vilã: A Asmodéia, versão feminina do coisa-ruim. Na primeira jornada, Daniel de Oliveira viveu o antagonista Quirino, com grande destaque na trama, mas na segunda, interpreta vários personagens, que só aparecem em trechinhos da história.
Em 2005, o roteiro da produção e da sequência foi editado em livro pela Editora Globo. Em dezembro de 2006, Hoje é Dia de Maria foi lançada em DVD, em três discos, que contém a íntegra das duas jornadas.

## Exibição

### Outras Mídias
Em 10 de julho de 2023, foi disponibilizada na íntegra pelo Globoplay, como parte do Projeto Resgate. Simultaneamente ao lançamento da primeira temporada na plataforma.